# Міжнародний день пам'яті жертв Голокосту

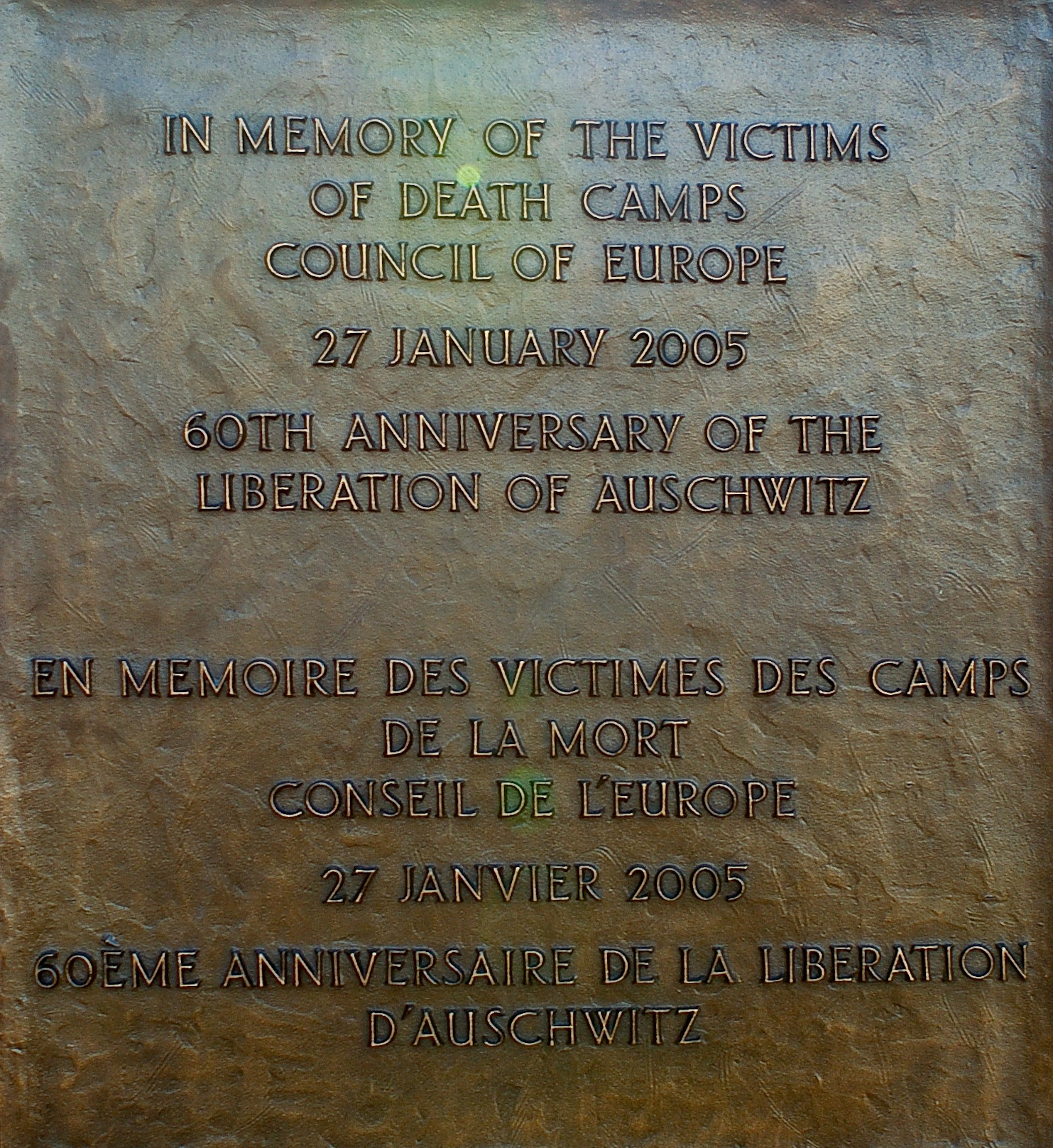
Меморіальна дошка на будівлі Ради Європи, (Страсбург, Франція), встановлена 27 січня 2005 р. на відзначення пам'яті жертв Голокосту

Міжнаро́дний де́нь па́м'яті жертв Голокос́ту  (офіційними мовами ООН: англ. International Day of Commemoration in memory of the victims of the Holocaust; івр. יום הזיכרון הבינלאומי לשואה; фр. Journée internationale dédiée à la mémoire des victimes de l’Holocauste; ісп. Día Internacional de Conmemoración anual en memoria de las víctimas del Holocausto) — пам'ятна дата, запроваджена рішенням Генеральної Асамблеї ООН від 1 листопада 2005 року (Резолюція № 60/7). Відзначається щорічно — 27 січня.

## Історія
Саме цього дня 1945 року солдати 1-го Українського фронту з лав Радянської Армії визволили в'язнів найбільшого нацистського табору смерті Аушвіц-Біркенау в Освенцімі.
За час існування цього концтабору в ньому загинуло, за різними оцінками, від 1,5 до 2,2 млн людей. За загальними оцінками, жертвами масового знищення євреїв під час Другої світової війни, разом з 4,5 млн дорослих, стали 1,5 млн дітей.
"Голокост, що призвів до винищування однієї третини євреїв і незліченних жертв з числа представників інших меншин, буде завжди служити всім народам застереженням про небезпеки, що таять у собі ненависть, фанатизм, расизм і упередженість", — йдеться в резолюції ГА ООН. Ініціаторами ухвалення документа виступили Ізраїль, Канада, Австралія, Росія і США, а їх співавторами - ще понад 90 держав.
Оголосивши 27 січня Міжнародним днем пам'яті жертв Голокосту, Генеральна Асамблея ООН закликала держави-члени розробити просвітницькі програми, щоби наступні покоління зберегли пам'ять про цю трагедію з метою запобігання в майбутньому актам геноциду  і охороняти, як пам'ятки історії, місця, де відбувалися масові вбивства євреїв.
Уперше Міжнародний день пам'яті жертв Голокосту відзначили в усьому світі у 2006 р. Проте деякі країни відзначали цей день і раніше.

## Теми Міжнародного дня пам'яті жертв Голокосту
Зазвичай Міжнародний день пам'яті жертв Голокосту відзначається щорічно за певною темою:
- 2009: Автентичні основи надії: пам'ять про Голокост та освіта (англ. An Authentic Basis for Hope: Holocaust Remembrance and Education)[1]
- 2010: Спадщина виживання (англ. The Legacy of Survival)[2]
- 2011: Жінки в Голокост (англ. Women in the Holocaust)[3]
- 2012: Діти та Голокост (англ. Children and the Holocaust)[4]
- 2013: Порятунок під час Голокосту: сміливість турбуватися (англ. Rescue during the Holocaust: The Courage to Care)[5]
- 2014: Шляхи через Голокост (англ. Journeys through the Holocaust)[6]
- 2015: Свобода, життя та спадщина жертв Голокосту, що вижили (англ. Liberty, Life and the Legacy of the Holocaust Survivors)[7]
- 2016: Голокост і людська гідність (англ. The Holocaust and Human Dignity)[8]
- 2017: Пам'ять про Голокост: Виховання для кращого майбутнього (англ. Holocaust Remembrance: Educating for a Better Future)[9]
- 2018: Пам'ять про Голокост та освіта: наша спільна відповідальність (англ. Holocaust Remembrance and Education: Our Shared Responsibility)[10]
- 2019: В пам'ять про Голокост: вимагайте і захищайте ваші права людини (англ. Holocaust Remembrance: Demand and Defend Your Human Rights)[11]
- 2020: 75 років після Освенцима – поширення знань і збереження пам'яті про Голокост в цілях досягнення загальної справедливості[12]
- 2021: Обличчям до обличчя з наслідками: одужання і відновлення після Голокосту (англ. “Facing the Aftermath: Recovery and Reconstitution after the Holocaust)[13]
- 2022: Пам'ять, гідність та справедливість
- 2023: Дім та приналежність
- 2024: Визнання надзвичайної мужності жертв і тих, хто пережив Голокост

## Відзначення в Україні
Відповідно до постанови Верховної Ради України від 5 липня 2011 р. № 3560-VI "Про 70-річчя трагедії Бабиного Яру" на державному рівні Україна вперше відзначила Міжнародний день пам'яті жертв Голокосту у 2012 році.
З 2004 року в Україні на державному рівні  також  щорічно відзначається Міжнародний день голокосту ромів   (2 серпня).